# Amos Kling House

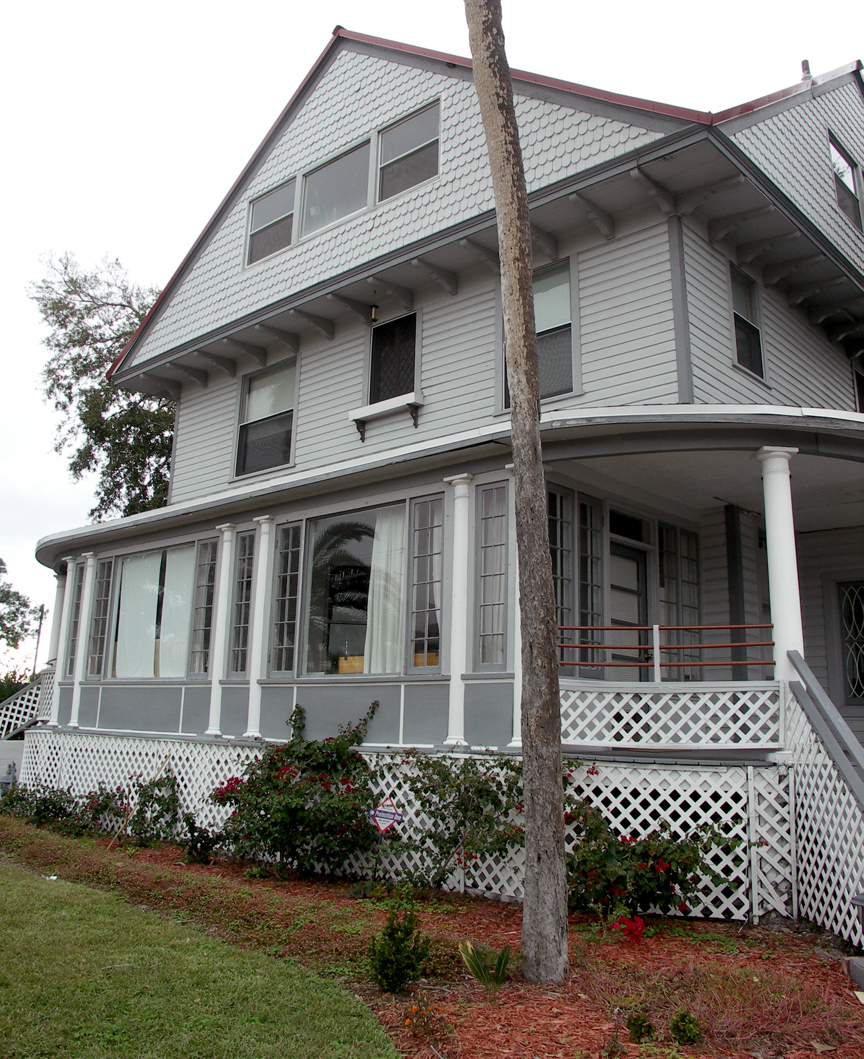
Amos Kling House.

A Amos Kling House é uma casa histórica em Daytona Beach, na Flórida, nos Estados Unidos. Ela está localizada na Avenida Magnolia 220-222. Em 2 de Dezembro de 1993, ela foi adicionada para o Registro Nacional Estadunidense de Lugares Históricos.